# جغرافيا جزر كوك

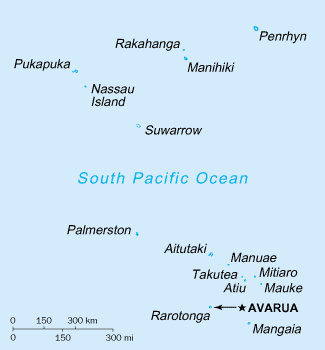
خريطة جزر كوك

جزر كوك، يمكن تقسيمها إلى مجموعتين: جزر كوك الجنوبية وجزر كوك الشمالية. تقع الدولة في أوقيانوسيا، في جنوب المحيط الهادئ، على بعد حوالي نصف الطريق من هاواي إلى نيوزيلندا.

## جزر كوك الجنوبية
- ايتوتاكي
- أتيو
- مانجايا
- مانواي
- ماوك
- مييارو
- جزيرة بالمرستون
- راروتونجا (العاصمة)
- تاكوتيا

## جزر كوك الشمالية
- مانيهيكي
- ناسو
- بنرين أتول
- بوكابوكا
- راكاهانجا
- سوارو

## إحصائيات
منطقة
- المجموع: 236 كيلومتر مربع (91 ميل2)
- الأرض: 236 كم 2
- الماء: 0 كم 2

منطقة - مقارن

1.3 ضعف حجم واشنطن العاصمة
الساحل

120 كيلومتر (75 ميل)
المطالبات البحرية
- البحر الإقليمي: 12 ميل بحري (22.2 كـم؛ 13.8 ميل)
- الجرف القاري: 200 ميل بحري (370.4 كـم؛ 230.2 ميل) أو على حافة الحافة القارية
- المنطقة الاقتصادية الخالصة: 200 ميل بحري (370.4 كـم؛ 230.2 ميل)

مناخ

استوائي، متغير بفعل الرياح التجارية؛ موسم جاف من أبريل إلى نوفمبر وموسم أكثر رطوبة من ديسمبر إلى مارس
تضاريس

الجزر المرجانية المنخفضة في الشمال؛ جزر جبلية بركانية في الجنوب
الارتفاع الأقصى
- أدنى نقطة: المحيط الهادئ 0 م
- أعلى نقطة: Te Manga 652 متر (2,139 قدم)

الموارد الطبيعية

جوز الهند
استخدام الأراضي
- الأراضي الصالحة للزراعة: 4.17٪
- محاصيل دائمة: 4.17٪.
- أخرى: 91.67٪ (تقديرات 2012))

الأخطار الطبيعية

الأعاصير (من نوفمبر إلى مارس)
البيئة - الاتفاقيات الدولية
- طرف في: التنوع البيولوجي، تغير المناخ - بروتوكول كيوتو، التصحر، النفايات الخطرة، قانون البحار، حماية طبقة الأوزون